# Joëlle Milquet
Joëlle Milquet (Montignies-sur-Sambre, 17 febbraio 1961) è una politica belga.
È membro del Centro Democratico Umanista (ex Partito Sociale Cristiano), di cui è stata presidente dal 1999 al 2011 e il cui cambio di nome è stato avviato nel 2002. Senatrice dal 1995 al 1999, deputato al Parlamento federale dal 2003 al 2008, è Vice Primo ministro, Ministro dell'occupazione e delle pari opportunità, responsabile della politica in materia di migrazione e asilo nel governo Leterme II fino al 6 dicembre 2011. Dal 6 dicembre 2011 è Vice Primo ministro, Ministro dell'Interno e Pari Opportunità nel governo Di Rupo. Ha lasciato questo incarico il 22 luglio 2014 per diventare viceministro presidente del governo della comunità francofona del Belgio, responsabile dell'istruzione, della cultura e dell'infanzia. In seguito a un procedimento giudiziario relativo al fascicolo noto come "Lavori fittizi", Joëlle Milquet ha rassegnato le dimissioni dalla sua posizione di ministro l'11 aprile 2016, riprendendo immediatamente il suo mandato di deputato al Parlamento della Regione di Bruxelles-Capitale.

## Biografia

### Origini, studi e attività professionale
Di origini spagnole, è cresciuta a Loverval in una famiglia di insegnanti. Suo padre morì quando lei aveva 6 anni. Segue gli studi umanistici greco-latini presso l'Istituto delle Dame di Sant'Andrea a Charleroi. È sposata e ha quattro figli.
Si è laureata in giurisprudenza presso l'Université catholique de Louvain (UCL) nel giugno 1984, segue una laurea in diritto commerciale presso l'Istituto Europa dell'Università di Amsterdam (Paesi Bassi). Dal 1985 al 1992, è membro del foro di Bruxelles. Lavora in studi legali, è assistente dal 1986 al 1990 del professor Marcel Fontaine presso il Centro di diritto privato dell'UCL e per qualche periodo diventa ausiliario referendario del giudice belga presso la Corte di giustizia delle Comunità europee.

### Carriera politica

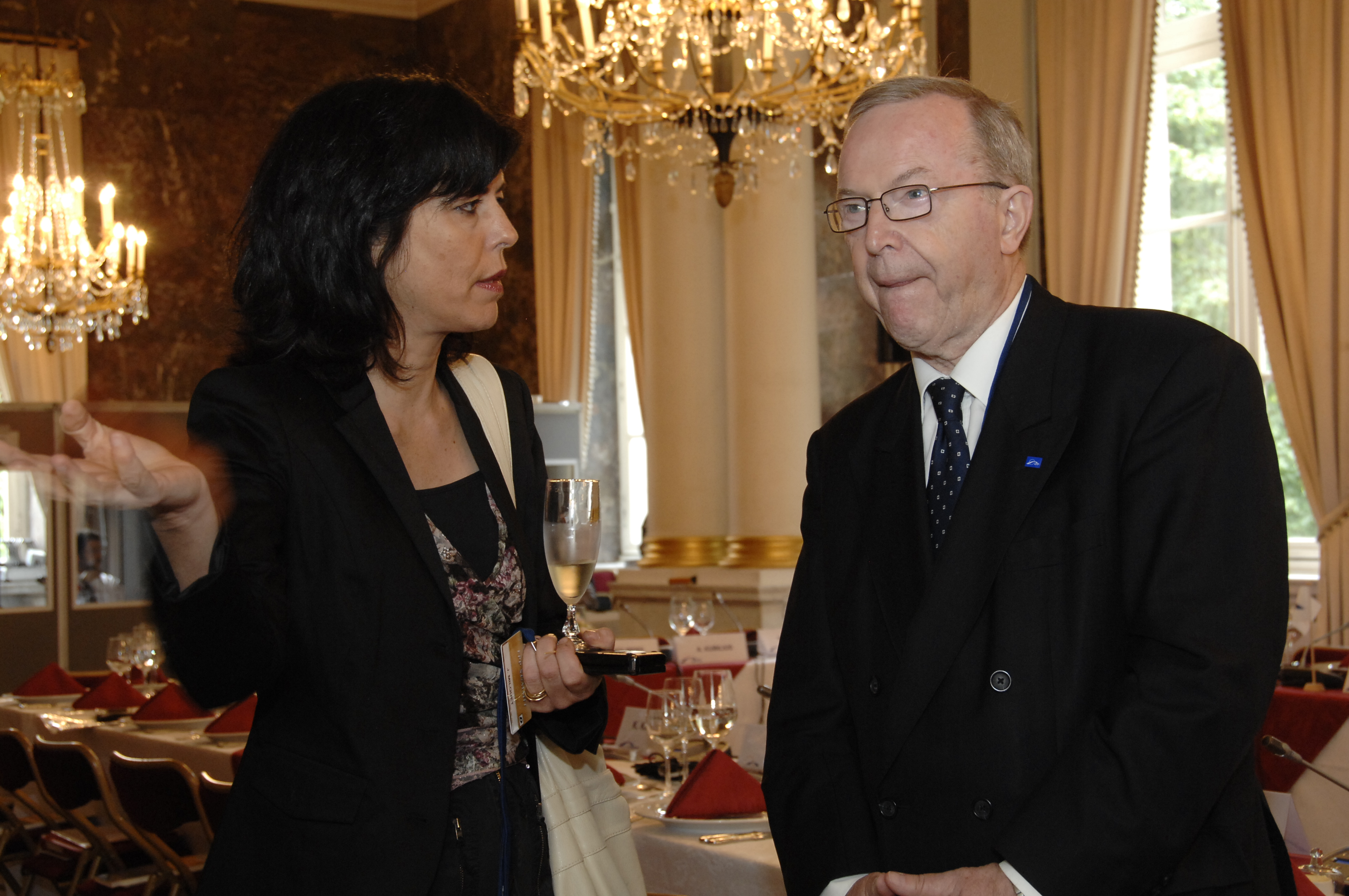
Joëlle Milquet insieme a Wilfried Martens al Vertice del PPE il 19 giugno 2008

Nel 1987, Joëlle Milquet fu nominata assistente parlamentare della gruppo Sociale Cristiano (PSC) e nel marzo 1990 diventa segretario politico del PSC al Senato. Un anno dopo, si trasferirà nel gabinetto di Michel Lebrun (PSC), allora Ministro della Comunità francofona per l'istruzione superiore, la ricerca scientifica, le relazioni internazionali e il benessere della gioventù.
Joëlle Milquet ha fatto il suo ingresso nella politica attiva nel 1995, quando fu eletta al consiglio comunale di Woluwe-Saint-Pierre / Sint-Pieters-Woluwe e e più tardi al Senato. All'interno del partito, è stata la prima vicepresidente con Charles-Ferdinand Nothomb e Philippe Maystadt (PSC), dopo che il presidente Gérard Deprez (MR) aveva lasciato il PSC. Il PSC ha subito una sconfitta come partito di governo nel 1999, in parte a causa della "vicenda Dutroux" (Scandalo di pedofilia) e della crisi della diossina (cibo infetto da diossina), mentre divenne Presidente del PSC. Sotto la sua presidenza, è stato avviato un processo di rinnovamento, che ha portato nel 2002 a rinominare il partito in Centro Democratico Umanista (cdH). Dal momento che il nome precedente era stato abbandonato per l'orientamento cristiano, vari ex membri del PSC hanno fondato i Cristiano Democratici Francofoni (CDF).
A livello federale, nel 2007, Milquet ha guidato la delegazione cdH nei negoziazioni per formare il governo federale. Nel governo Leterme I sotto il primo ministro Yves Leterme (CD&V) nel marzo 2008, ha ricoperto l'ufficio di vice primo ministro e ministro del lavoro. Ha continuato ad esercitare queste funzioni nei seguenti governi Van Rompuy e Leterme II. Alle elezioni federali del 13 giugno 2010 e nella successiva crisi di stato di oltre 541 giorni, sotto il primo ministro Elio Di Rupo (PS) divenne ministro degli interni nel suo governo. Nel 2011 aveva già passato il timone della presidenza del partito a Benoît Lutgen.
Dopo le elezioni parlamentari del 25 maggio 2014, il cdH è entrato a far parte dell'opposizione federale a livello federale, ma è stato coinvolto nel governo della regione Vallonia, nella regione di Bruxelles-Capitale e nella Comunità francofona. Joëlle Milquet perse quindi il mandato federale e divenne vice primo ministro e ministro dell'istruzione, della cultura e dell'infanzia nel governo della comunità francofona sotto il primo ministro Rudy Demotte (PS). Già durante la campagna elettorale, la rivista Le Vif / L'Express aveva pubblicato un articolo in cui Milquet era accusata di aver assunto e impiegato vari membri del personale principalmente a fini elettorali. A quel punto, un giudice istruttore ha avviato una causa contro il ministro. Quando si è saputo che l'ufficio del procuratore generale avrebbe intentato una causa contro Milquet per averne approfittato, si è dimessa dalla sua posizione l'11 aprile 2016.
A livello locale, Joëlle Milquet è membro dal 2006 del Parlamento della Regione di Bruxelles-Capitale.

## Polemiche
Joëlle Milquet è stata particolarmente influente durante il suo mandato come presidente del cdH. Durante la formazione del governo federale nel 2007, si è rivoltata contro l'auspicata riforma della maggioranza dei partiti politici fiamminghi, rendendo l'emergere di un nuovo governo molto più difficile. In particolare, nella regione fiamminga, gli è stato dato il soprannome di "Madame Non" ("Signora No"). Ha preso posizioni dure anche contro i colleghi di partito: ha affermato pubblicamente che il piano per la distribuzione delle rotte via Bruxelles e la deviazione del decollo degli aerei dall'aeroporto di Bruxelles-National è aumentata su tutta l'area urbana densamente popolata della città, essendo questo un "errore" del Segretario di Stato Melchior Wathelet (cdH), che probabilmente assaggiò la vittoria elettorale del 2014. Wathelet, che è un noto membro del partito e con un mandato di lunga data, si ritirò completamente dalla politica.
Milquet è stata anche accusata di cercare attivamente voti da elettori con un passato migratorio. Ha difeso Mahinur Özdemir (cdH), che è apparso come il primo membro velato nel Parlamento di Bruxelles. Come Özdemir ha rifiutato di riconoscere il genocidio degli armeni, nel 2015 è stato avviato un processo di eliminazione dal partito contro di loro, Milquet era assente alla riunione del consiglio.
Nel maggio 2014, i media hanno riferito che il figlio di un ministro federale era stato coinvolto in una gangbang durante una gita scolastica, ma venne fatto un tentativo per coprire l'accaduto; la quindicenne in questione venne ritratta come una ninfomane disturbata. Per ragioni di protezione dei minori, i media belgi hanno nascosto il nome del politico. Tuttavia, l'eurodeputato Laurent Louis (PP) ha rivelato che questa era la figlia di Joëlle Milquet.